# Juan de Prado y Malleza
Juan de Prado Malleza y Portocarrero (León, 1716 – Vitigudino, 1770) è stato un generale e politico spagnolo, che si distinse particolarmente durante la presa di Orano nel 1732, e poi nel corso della guerra di successione polacca e in quella di successione austriaca. Durante quest'ultima partecipò alla battaglia di Camposanto (febbraio 1743), dove rimase ferito gravemente da un colpo di fucile, e come ricompensa il re Filippo V gli concesse la encomienda di Villarrubia de los Ojos, la Croce di Cavaliere dell'Ordine di Calatrava, e la promozione a tenente colonnello. Nel 1757 fu promosso brigadiere e nominato vice ispettore delle forze di fanteria dei regni di Aragona, Valencia e Murcia. Sotto l'influenza di suo fratello Fernando de Prado, Marchese di Villel, il 13 maggio 1760 Re Carlo III lo nominò Governatore e Capitano Generale dell'isola di Cuba, in sostituzione di Francisco Cajigal de la Vega, e lo promosse maresciallo di campo. Poco tempo dopo il Regno di Spagna entrò nella guerra dei sette anni, e nel giugno 1762 una enorme flotta inglese, al comando dell'ammiraglio George Pocock, pose l'assedio alla capitale l'Avana, sbarcando una forza d'invasione al comando del George Keppel, conte di Albemarle. La città capitolò il 13 agosto, ed egli fu preso prigioniero dagli inglesi, che successivamente lo trasportarono a Cadice, in Spagna. Qui arrivato fu subito sottoposto a un consiglio di guerra, che dopo due anni di udienze lo condannò a morte, pena successivamente tramutata nella perdita perpetua del grado militare, all'esilio per dieci anni ad almeno 40 leghe della Corte, e alla confisca di tutti i suoi beni a titolo di risarcimento per l'erario per le mancate entrate subite con la perdita della città de l'Avana. Trasferitosi a Vitigudino, visse lì in gravi ristrettezze finanziarie fino alla data della sua morte.

## Biografia
Nacque a León nel 1716, figlio di Juan de Prado Portocarrero y Luna, consigliere comunale di Oviedo, e María Teresa Bernaldo de Quirós. In giovane età si arruolò nella milizia, prestando servizio presso il Regimiento de Guardias Españolas. Nel 1732, agli ordini del Marchese de Santa Cruz de Marcenado, partecipò alla sbarco di Orano, rimanendo ferito. Durante la guerra di successione polacca prese parte ai combattimenti in Sicilia, e poi a quelli sulla penisola italiana sotto gli ordini del duca di Montemar.
Promosso capitano in forza al Regimiento de la Reina, partecipò alla guerra di successione austriaca combattendo in Italia agli ordini del Conte di Gages, e rimanendo ferito da un colpo di fucile durante la battaglia di Camposanto (febbraio 1743). Come ricompensa il re Filippo V gli concesse la encomienda di Villarrubia de los Ojos, la Croce di Cavaliere dell'Ordine di Calatrava, e la promozione a tenente colonnello.
Dopo la firma della pace di Aquisgrana (1748), fu promosso colonnello ed ottenne il comando del Regimiento de África, prestando servizio in diverse guarnigioni. Nel 1757 fu promosso brigadiere e nominato vice ispettore delle forze di fanteria dei regni di Aragona, Valencia e Murcia. Sotto l'influenza di suo fratello Fernando de Prado, Marchese consorte di Villel, il 13 maggio 1760 Re Carlo III lo nominò Governatore e Capitano Generale dell'isola di Cuba in sostituzione di Francisco Cajigal de la Vega.  Promosso maresciallo di campo, si imbarcò a Cadice sulla fregata San Cristóbal, salpando ala volta di Cuba il 24 novembre. Egli aveva ricevuto da Carlo III ordini segreti che gli preannunciavano la possibile entrata in guerra del Regno di Spagna, contro la Gran Bretagna. Arrivò sull'isola il 6 gennaio 1761, incontrando il suo antico camerata, Lorenzo de Madariaga, con il quale trascorse insieme 21 giorni, visitando il porto e le sue fortificazioni. Il 7 febbraio assunse i pieni poteri, sostituendo il governatore interinale Pedro Alonso, iniziando subito a rafforzare le difese in vista di una probabile entrata in guerra. Vennero riparate le mura che circondavano la capitale, L'Avana, e i castelli che la difendevano, fu installata tutta l'artiglieria possibile, fu esaminato il reale stato in cui versava la Real Compañía de Comercio de La Habana,  sopprimendone l'influenza che essa esercitava sul mercato del tabacco a favore  del Tesoro Reale, realizzando una nuova fabbrica per la sua produzione, ma la riforma fu respinta dal Ministro delle finanze.
Cercò di avviare anche altri progetti, come il rafforzamento delle mura, dei presidi d'artiglieria, la costruzione di nuove caserme, e la fortificazione della collina de la Cabaña, riconosciuta come posizione per la difesa de L'Avana, scontrandosi sempre con la mancanza di mezzi finanziari. In assenza di armi, acquistò schiavi neri e reclutò detenuti dal Messico.  
Nonostante questi problemi egli considerava l'Avana una fortezza inespugnabile a qualsiasi attacco portato dagli inglesi, che già stavano combattendo con i francesi nelle Piccole Antille. La Spagna dichiarò guerra contro l'Inghilterra il 16 gennaio 1762, ed egli ne ricevette notizia ufficiale tramite posta urgente inviata via nave dal governatore di Santiago di Cuba, Madariaga, il 26 febbraio. Convocò subito una giunta di guerra, di cui, inizialmente, chiamò a far parte il Comandante della squadra navale delle Americhe Gutierre de Hevia y Valdés, l'intendente di marina Lorenzo Montalvo, il colonnello Alejandro Arroyo, l'ingegnere Ricaud de Tirgale, e capitani delle navi presenti nel porto. Assunse l'incarico di segretario generale José Garcia Cago. Furono prese tutte le massime precauzioni, ma si continuò a non pensare possibile un attacco inglese a l'Avana. Alcuni dei detenuti provenienti da Veracruz, portarono a l'Avana una epidemia del cosiddetto vomito nero (febbre gialla) che uccise parte della guarnigione, tra cui l'ingegnere francese, tenente colonnello Baltasar Ricaud de Tirgale, al servizio della Spagna, e direttore di tutte le opere di fortificazione.
Il 6 giugno davanti al porto de l'Avana apparve una formidabile squadra navale britannica agli ordini dell'ammiraglio George Pocock, composta da 27 vascelli, 15 fregate, 9 avvisi, 3 bombarde e 140 navi da trasporto. La forza d'invasione, gli ordini del generale George Keppel, conte di Albemarle, contava sui 2.292 pezzi d'artiglieria della vani, ed era formata da 12.020 soldati, 2.000 portatori. mentre altri 4.000 fanti erano in arrivo da New York e Charleston.
Le truppe britanniche sbarcarono ad est e ad ovest della piazzaforte, ma gli spagnoli opposero una strenua resistenza, con gli attaccanti che subirono perdite gravissime, tanto da chiedere urgentemente l'invio di ulteriori 4.000 fanti da New York e Charleston. 
Nonostante il valore dei 3.000 soldati, e degli altrettanti volontari, quando gli inglesi riuscirono a piazzare la loro l'artiglieria  sulla collina de La Cabaña sparando sulla città anche proiettili incendiari, egli prese la decisione di arrendersi. La capitolazione fu firmata il giorno successivo, e alla guarnigione spagnola furono concessi gli onori militari. Enorme fu il bottino catturato dagli inglesi che si impadronirono di tutte le navi spagnole presenti,  nove vascelli di linea, più due in fase di carenaggio o completamento, 1 brigantino, 1 urca, 1 sciabecco e 3 golette, e circa 100 navi mercantili, oltre a una enorme quantità di cannoni, armi portatili, tabacco, merci, denaro, per un totale approssimativo citato dal Conte di Albermale del valore di 1.300.000 sterline dell'epoca. Gli ufficiali superiori superstiti, gli ufficiali, i membri degli equipaggi e i soldati spagnoli sopravvissuti all'assedio, per un totale di circa 900 persone, furono poi portati da navi inglesi a Cadice, in Spagna. Nel frattempo la capitale era stata trasferita a Santiago di Cuba e li, il 7 settembre, assunse il titolo di Governatore e Capitano Generale dell'isola di Cuba don Fernando Alberto José de Cagigal y Solís.
Quando Carlo III seppe della capitolazione, con la conseguente perdita del possesso de l'Avana, delle navi, e dei beni materiali, convocò un Consiglio di guerra con il compito di processare i responsabili, arrivando a scegliere personalmente i membri del collegio giudicante, che fu formato per l'esercito dal capitano generale dell'esercito, Conte de Aranda, dal tenente generale Marchese de Ceballos, dal Duca di Granada de Ega, dal Marchese de Siply, e dal maresciallo di campo Diego Manrique, mentre per la marina vi erano il tenente generale Conte de Villa-Floridia, e il jefe de esquadra Jorge Juan y Santacilia. Avvocato dell'accusa era il colonnello, comandante della Reali guardie valloni Manuel Craywinckel, e il processo durò due anni. In sua difesa parlò il 20 maggio 1763, dichiarando che i pochi difensori, in rapporto al grande numero di attaccanti, aveva fatto ciò che era in loro potere, combattendo valorosamente per due mesi. Chiese perdono al re se durante i 44 anni di servizio, e le due ferite riportate in guerra, aveva commesso involontariamente qualche colpa.
La sentenza fu pubblicata il 4 marzo 1765, ed egli venne inizialmente condannato a morte, pena poi commutata alla perdita perpetua del grado militare, all'esilio per dieci anni ad almeno 40 leghe della Corte, e alla confisca di tutti i suoi beni a titolo di risarcimento per l'erario per le mancate entrate subite con la perdita della città de l'Avana. Essendo scapolo, dopo che gli furono confiscati i pochi beni materiali di cui disponeva si trasferì a Vitigudino, dove visse aiutato da suo fratello, il Marchese di Villel, e con un aiuto finanziario elargitogli segretamente di tasca sua da re Carlo III. Si spense a Vitigudino nel 1770.

### Annotazioni
1. ↑  Si trattava del governatore e Prado Malleza y Portocarrero, del comandante la squadra navale Hevia y Valdés, del conte di Superunda, e di Diego Tabares.

### Fonti
1. 1 2 3 4 5 6 7 8 9 10 11 12  Real Academia de la Historia.
2. 1 2 3 4 5  Pezuela 1859, p. 4.
3. 1 2  Pezuela 1859, p. 3.
4. ↑  Pezuela 1859, p. 5.
5. 1 2 3  Pezuela 1859, p. 6.
6. ↑  Pezuela 1859, p. 11.
7. ↑  Pezuela 1859, p. 7.
8. 1 2 3 4 5  Duro 1972, p. 48.
9. ↑  Pezuela 1859, p. 24.
10. ↑  Pezuela 1859, p. 67.
11. 1 2  Pezuela 1859, p. 68.
12. ↑  Duro 1972, p. 70.
13. ↑  Duro 1972, p. 71.
14. 1 2  Duro 1972, p. 72.
15. 1 2  Pezuela 1859, p. 71.
16. ↑  Duro 1972, p. 74.